# Llista d'arxivers de l'Arxiu de la Corona d'Aragó

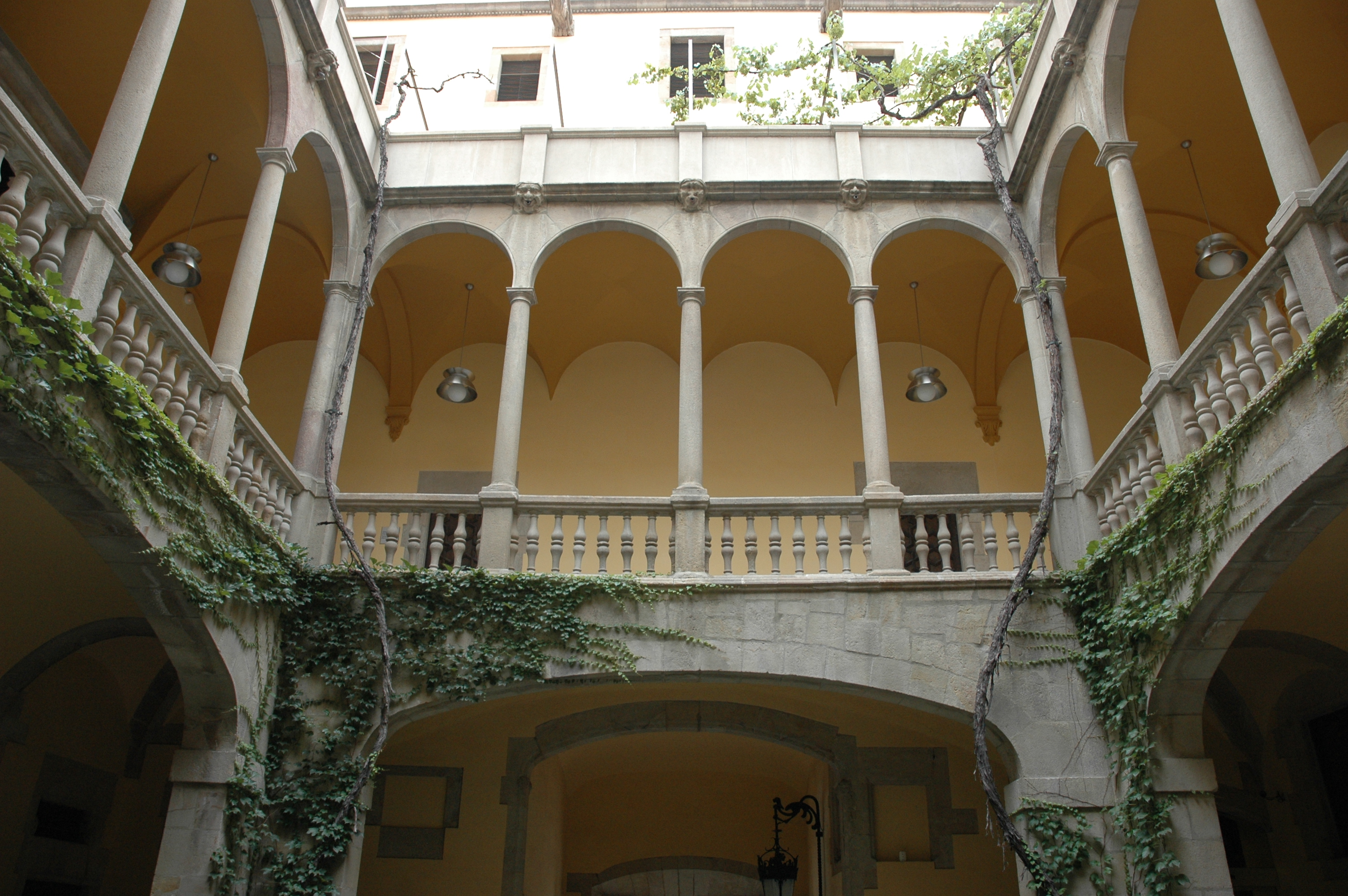
Pati interior del Palau del Lloctinent on hi ha la seu històrica de l'Arxiu de la Corona d'Aragó

L'Arxiu de la Corona d'Aragó (ACA) és el dipòsit documental de les institucions de l'antiga Corona d'Aragó, a més d'altres fons històrics. El nom original era Arxiu Reial de Barcelona, però després de l'ocupació borbònica de Catalunya fou canviat pel nom actual per Felip V el 1754, i també és conegut com a Arxiu General de la Corona d'Aragó. Pere el Cerimoniós creà la figura del «tinent les claus» (és a dir, el guardià de les claus o dels documents de l'arxiu), el primer dels quals fou Pere Perseya, nomenat el 1346. Són molts els arxivers i directors que han ocupat aquest càrrec des de la creació d'aquesta figura; des del 2021, el director actual n'és Alberto Torra Pérez.

## Llista d'arxivers
- Pere Perseya (1346-1348)
- Bartomeu Des Puig (1348-1363)
- Ferrer de Magarola (1363-1370)
- Pere de Gostems (1370-?)
- Pere Bartomeu (1372-1378)
- Berenguer Segarra (1380-1392)
- Gabriel Segarra (1392-1410)
- Batlle General de Catalunya. Interí. (1410-1412)
- Diego Garcia (1412-1440)
- Jaume Garcia (1440-1475)
- Pere Baucells. Interí (1475-1476)
- Pere Miquel Carbonell (1476-1517)
- Francesc Carbonell (1517-1520)
- Francesc Miquel Carbonell (1521-1529)
- Joan Viladamor (1530-1553)
- Antoni Viladamor (1553-1585)
- Gabriel Olzina. Substitut. (1572-1585)
- Antoni Juan Viladamor. Titular. (1585-1591)
- Sebastià Costa. Substitut. (1585-1591)
- Miquel Joan Amat (1595-1615)
- Gaspar Amat (1615-1620)
- Miguel Beltrán (1620-1622)
- Rafel Domènech. Substitut. (1632-1635)
- Miquel Joan Beltran (1637-1639)
- Joan Pi. Titular. (1639-1643)
- Antic Joan Llobera. Titular. (1644-1653)
- Diego Monfar Sors (1641-1648)
- Miquel Onofre Montfar. Titular. (1648-1653)
- Francesc Valonga Gatuelles. Titular. (1653-1654)
- Antoni de Reart Guillamí (1654-1677)
- Antoni de Reart y de Jahén (1677-1681)
- Joan Baptista de Aloy. Substitut. (1681-1699)
- Francesc de Magarola Fluvià (1699-1713)
- Salvador Prats Matas (1716-1740)
- Francisco Javier de Garma Durán (1740-1783)
- Josep Serra Sánchez de Lara. Interí. (1784-1789)
- Juan de Letamendi. Interí. (1790-?)
- Pedro de Laugier Madrid (1790-1804)
- Tomás Pardo (1805-1808)
- Lluís Freixa (1809-?)
- Pròsper de Bofarull i Mascaró (1814-1840)
- Juan Joaquín Granados Renau (1840-1844)
- Pròsper de Bofarull i Mascaró. Reposat. (1844-1849)
- Manuel de Bofarull i de Sartorio (1850-1892)
- José Ortega Rojo (1892-1893)
- Francesc de Bofarull i Sans (1893-1911)
- Eduardo González Hurtebise (1911-1921)
- Rafael Andrés Alonso (1921-1925)
- Miquel Agelet Gosé (1925-1929)
- Ferran Valls i Taberner (1929-1940)
- Jesús Ernest Martínez Ferrando (1940-1961)
- Frederic Udina i Martorell (1961-1982)
- Maria Mercè Costa Paretas (1984-1988)
- Rafael Conde y Delgado de Molina (1988-1995)
- Pedro López Gómez (1995-1997)
- Carlos López Rodríguez (1998-2021)
- Alberto Torra Pérez (des del 2021)